# Stegosaurinae
Los estegosaurinos (Stegosaurinae) son una subfamilia de dinosaurios ornitisquios estegosáuridos que vivieron entre finales del período Jurásico y principios del Cretácico, hace aproximadamente entre 152 y 120 millones de años, en el Kimmeridgiense y Aptiense, en lo que hoy es Norteamérica, Europa y Asia. 
Se caracterizan por su gran tamaño, presentan solo entre 2 y 4 espinas en la cola y grandes placas en la línea media dorsal del cuerpo. Tampoco tiene espinas en hombros y caderas. Miembros anteriores cortos y una cabeza estrecha, baja y larga. Los estegosaurinos se dividen a veces en dos tribus. La "Tribu Tuojiangosaurini" es una taxonomía parafiletica, intermedia entre los kentrosaurinos básicos, a los que se asemejan y la "Tribu Stegosaurini". Generalmente, los tuojiangosaurínido conserva el patrón de los kentrosaurinos de las espinas en los hombros o la cadera. Los estegosaurínidos se distinguen por su gran tamaño, sin espinas en caderas u hombros, sólo dos o raramente 4 pares de espinas en la cola, de brazos relativamente cortos, de pequeña cabeza alargada, de placas grandes que en la vida estaban cubierta con piel y vasos sanguíneos.